# Колармеле
Колармеле (итал. Collarmele) је насеље у Италији у округу Л'Аквила, региону Абруцо.
Према процени из 2011. у насељу је живело 941 становника. Насеље се налази на надморској висини од 834 м.

## Становништво
| 1931. | 1936. | 1951. | 1961. | 1971. | 1981. | 1991. | 2001. | 2011. |
| ----- | ----- | ----- | ----- | ----- | ----- | ----- | ----- | ----- |
| 1.702 | 1.688 | 1.662 | 1.313 | 1.069 | 1.016 | 1.051 | 1.055 | 950   |